# ルクセンブルクサッカー連盟
ルクセンブルクサッカー連盟（ルクセンブルクサッカーれんめい、仏: Fédération Luxembourgeoise de Football, 英: Luxembourg Football Federation）は、ルクセンブルクにおけるサッカーを統括する競技運営団体。略称はFLF。国際サッカー連盟（FIFA）と欧州サッカー連盟（UEFA）に加盟している。

## 運営
- ルクセンブルク・ナショナルディビジョン
- ルクセンブルク・カップ

## 組織
- サッカールクセンブルク代表
- サッカールクセンブルク女子代表
- U-21サッカールクセンブルク代表